# Xiaochen
Xiaochen (kinesiska: 小陈, 小陈乡) är en socken i Kina. Den ligger i provinsen Henan, i den centrala delen av landet, omkring 75 kilometer sydost om provinshuvudstaden Zhengzhou. Antalet invånare är 27 982. Befolkningen består av 13 787 kvinnor och 14 195 män. Barn under 15 år utgör 19,0 %, vuxna 15-64 år 73 %, och äldre över 65 år 7,0 %.
Genomsnittlig årsnederbörd är 737 millimeter. Den regnigaste månaden är juli, med i genomsnitt 173 mm nederbörd, och den torraste är januari, med 3 mm nederbörd.